# Mistrovství Evropy v orientačním běhu 2023
15. Mistrovství Evropy v orientačním běhu proběhlo ve dnech 3. až 8. října 2023 v Itálii, konkrétně v regionu Veneto, který je známý svou bohatou historií a malebnými městy. Hlavními dějišti šampionátu byla města Verona, Soave a Vicenza. Mistrovství se zaměřilo výhradně na sprintové disciplíny, což bylo součástí nového formátu zavedeného od roku 2023. Tento nový systém střídá mistrovství zaměřené na sprintové disciplíny v lichých letech s lesními disciplínami v sudých letech. Sprintové disciplíny byly již dříve součástí evropských šampionátů, například v roce 2021, avšak tehdy byly kombinovány s lesními závody. Rok 2023 znamenal zásadní změnu, kdy se mistrovství poprvé konalo výhradně ve sprintovém formátu, čímž se zdůraznila dynamika a technická náročnost městských závodů. Šampionát byl zároveň finálovým kolem Světového poháru 2023, což přitáhlo nejlepší světové závodníky a dodalo závodům mimořádnou prestiž. Program zahrnoval čtyři klíčové disciplíny: individuální sprint, sprintovou štafetu, kvalifikaci na knock-out sprint a samotné knock-out sprintové finále. Každá z disciplín byla navržena tak, aby prověřila nejen fyzickou kondici závodníků, ale také jejich navigační dovednosti a schopnost rychle se rozhodovat v technicky náročném městském prostředí.
Závody se odehrávaly na různorodých terénech zahrnujících historické uličky, otevřené parky i moderní městské oblasti. Organizátoři kladli důraz na spravedlivé podmínky pro všechny závodníky, přičemž některé části tratí byly doplněny umělými bariérami nebo speciálně vyznačenými koridory pro běžce. Mistrovství nabídlo nejen napínavé sportovní momenty, ale také kulturní zážitky pro účastníky i diváky. Součástí programu byla slavnostní zahajovací ceremonie v Torri del Benaco a závěrečná párty poblíž Peschiera del Garda. Celkově se šampionátu zúčastnilo přes 300 závodníků z více než 30 zemí, kteří bojovali o tituly mistrů Evropy.

## Program závodů
Mistrovství Evropy v orientačním běhu 2023 se konalo ve dnech 3.–8. října v regionu Benátsko v Itálii. Závody probíhaly ve městech Verona, Soave a Vicenza, která nabídla různorodé městské prostředí pro jednotlivé disciplíny. Program zahrnoval čtyři hlavní závodní dny, během nichž se soutěžilo ve třech disciplínách: individuálním sprintu, sprintové štafetě a knock-out sprintu. První závodní den, 4. října, byl věnován individuálnímu sprintu, který se odehrál v historickém centru Verony. Tento závod se skládal z kvalifikace a finále, přičemž tratě vedly úzkými uličkami, přes otevřená náměstí i parky. Bylo klíčové nejen běžet rychle, ale také přesně navigovat v technicky náročném prostředí. Dne 6. října následovala sprintová štafeta, která se konala v malebném městě Soave, známém svým středověkým hradem a vinicemi. Každý tým složený ze dvou žen a dvou mužů absolvoval čtyři úseky (žena-muž-muž-žena). Tento formát kladl důraz na týmovou spolupráci a strategii při rychlých změnách na trati. Závěrečný den mistrovství, 8. října, patřil knock-out sprintu ve městě Vicenza. Tato dynamická disciplína zahrnovala několik kol: kvalifikaci, čtvrtfinále, semifinále a finále. Každé kolo bylo eliminací závodníků v přímých soubojích, což přineslo napínavé momenty až do posledního závodu.
Každý závod byl navržen tak, aby kombinoval různé typy městských terénů – od historických center přes parky až po moderní oblasti. Organizátoři dbali na spravedlivé podmínky pro všechny účastníky, včetně použití umělých bariér a vyznačených koridorů pro běžce.
| Peschiera del Garda Centrum Mistrovství Evropy 2023 - ITÁLIE | Den      | Závod                                               | Centrum závodu                |
| ------------------------------------------------------------ | -------- | --------------------------------------------------- | ----------------------------- |
| Peschiera del Garda Centrum Mistrovství Evropy 2023 - ITÁLIE | 2. října | Zahajovací ceremoniál                               | Torri del Benaco              |
| Peschiera del Garda Centrum Mistrovství Evropy 2023 - ITÁLIE | 3. října | Model event                                         | Peschiera                     |
| Peschiera del Garda Centrum Mistrovství Evropy 2023 - ITÁLIE | 4. října | sprint - kvalifikace, finále                        | Verona Borgo Venezia - Verona |
| Peschiera del Garda Centrum Mistrovství Evropy 2023 - ITÁLIE | 5. října | Volný den                                           |                               |
| Peschiera del Garda Centrum Mistrovství Evropy 2023 - ITÁLIE | 6. října | sprintové štafety                                   | Soave                         |
| Peschiera del Garda Centrum Mistrovství Evropy 2023 - ITÁLIE | 7. října | Volný den                                           |                               |
| Peschiera del Garda Centrum Mistrovství Evropy 2023 - ITÁLIE | 8. října | knock-out sprint - čtvrtfinále, semifinále a finále | Creazzo - Vicenza             |

## Účastníci
Mistrovství se zúčastnili sportovci z 31 členských výprav Mezinárodní federace orientačního běhu, kteří soutěžili ve sprintových disciplínách.  
Z celkem 275 závodníků bylo 143 mužů a 132 žen.
- Austrálie (1+5)
- Rakousko (6+6)
- Belgie (4+3)
- Bulharsko (4+2)
- Kanada (1+0)
- Čínská Tchaj-pej (2+0)
- Chorvatsko (2+1)
- Česko (7+6)
- Dánsko (6+8)
- Estonsko (4+4)
- Finsko (8+8)
- Francie (8+6)
- Německo (6+4)
- Spojené království (6+6)
- Hongkong (4+4)
- Maďarsko (3+2)
- Irsko (2+3)
- Izrael (1+0)
- Itálie (7+7)
- Japonsko (3+2)
- Lotyšsko (4+5)
- Litva (4+4)
- Nizozemsko (1+1)
- Nový Zéland (1+1)
- Severní Makedonie (1+0)
- Norsko (9+8)
- Polsko (4+4)
- Portugalsko (3+1)
- Slovensko (1+1)
- Jižní Afrika (1+0)
- Španělsko (6+6)
- Švédsko (8+9)
- Švýcarsko (9+8)
- Ukrajina (4+4)
- USA (3+2)

- Poznámka: Čísla v závorkách označují počet mužů a žen v jednotlivých výpravách.*

## Závod nakrátké trati (Sprint)

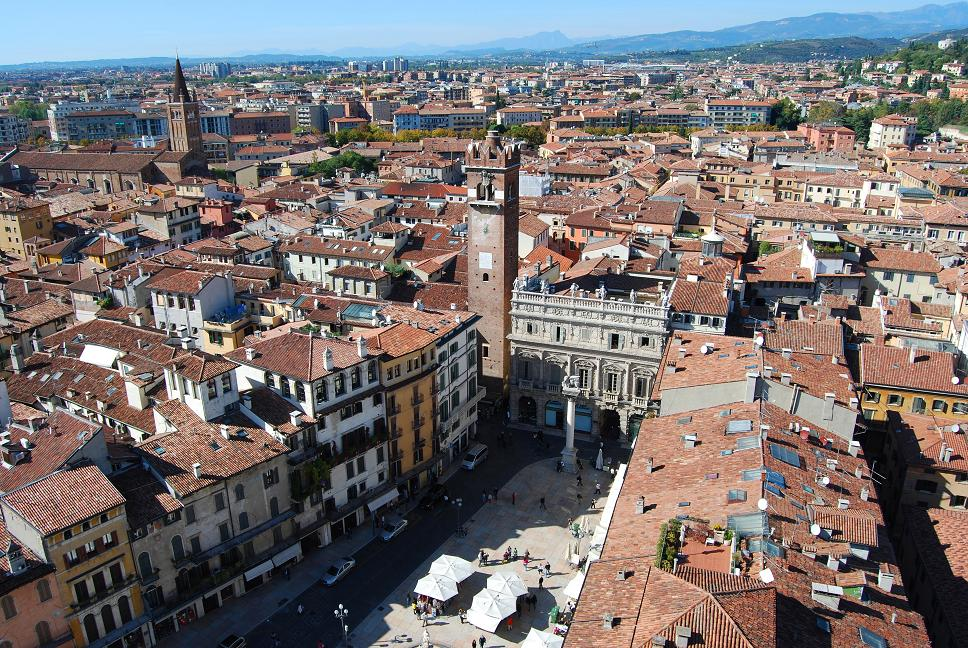
Součástí sprintu byly průběhy přes historické centrum města Verona.

Závod na krátké trati, známý jako sprint, se uskutečnil 4. října 2023 v historickém centru Verony. Tratě vedly úzkými uličkami, přes otevřená náměstí a parky, což kladlo důraz na rychlost běhu a precizní navigaci. Sprintové tratě měly délku přibližně 3–3,5 km s očekávaným vítězným časem kolem 13 minut. V mužské kategorii zvítězil Matthias Kyburz ze Švýcarska s časem 12:26. Druhé místo obsadil Kasper Harlem Fosser z Norska (+0:04) a třetí skončil Tuomas Heikkilä z Finska (+0:05). Závod byl velmi těsný, rozdíly mezi nejlepšími byly minimální. V ženské kategorii překvapivě zvítězila Sara Hagströmová ze Švédska s časem 12:17, čímž získala své první individuální zlato na mistrovství Evropy. Druhé místo obsadila její krajanka Tove Alexanderssonová (+0:08) a třetí skončila Simona Aebersoldová ze Švýcarska (+0:23).
Sprint ve Veroně byl součástí třetího kola Světového poháru 2023 a nabídl napínavou podívanou až do posledních okamžiků. Historické centrum Verony, zapsané na seznamu UNESCO, poskytlo malebné prostředí pro diváky i závodníky.
| Zkrácené výsledky                                                                                           | Zkrácené výsledky                                                                                           | Zkrácené výsledky                                                                                           | Zkrácené výsledky                                                                                           | Zkrácené výsledky                                                                                          | Zkrácené výsledky                                                                                          | Zkrácené výsledky                                                                                          | Zkrácené výsledky                                                                                          |
| Muži | Muži | Muži | Muži | Ženy | Ženy | Ženy | Ženy |
| --- | --- | --- | --- | --- | --- | --- | --- |
| - Traťové parametry: 3,5 km, 20 m převýšení, 21 kontrol. - Mapa: Verona 1 : 4 000, E = 2,5 m - 45 závodníků | - Traťové parametry: 3,5 km, 20 m převýšení, 21 kontrol. - Mapa: Verona 1 : 4 000, E = 2,5 m - 45 závodníků | - Traťové parametry: 3,5 km, 20 m převýšení, 21 kontrol. - Mapa: Verona 1 : 4 000, E = 2,5 m - 45 závodníků | - Traťové parametry: 3,5 km, 20 m převýšení, 21 kontrol. - Mapa: Verona 1 : 4 000, E = 2,5 m - 45 závodníků | - Traťové parametry: 3,0 km, 20 m převýšení, 19 kontrol. - Mapa: Verona 1 : 4 000, E = 2,5 m - 46 závodnic | - Traťové parametry: 3,0 km, 20 m převýšení, 19 kontrol. - Mapa: Verona 1 : 4 000, E = 2,5 m - 46 závodnic | - Traťové parametry: 3,0 km, 20 m převýšení, 19 kontrol. - Mapa: Verona 1 : 4 000, E = 2,5 m - 46 závodnic | - Traťové parametry: 3,0 km, 20 m převýšení, 19 kontrol. - Mapa: Verona 1 : 4 000, E = 2,5 m - 46 závodnic |
| Umístění | Jméno | Čas | Ztráta | Umístění                                                                                                   | Jméno | Čas | Ztráta |
| Zlatá medaile                                                                                               | Matthias Kyburz                                                                                             | 12:26 | | Zlatá medaile                                                                                              | Sara Hagstrom                                                                                              | 12:17 | |
| Stříbrná medaile                                                                                            | Kasper Harlem Fosser                                                                                        | 12:30 | +0:04 | Stříbrná medaile                                                                                           | Tove Alexanderssonová                                                                                      | 12:25 | +0:08 |
| Bronzová medaile                                                                                            | Tuomas Heikkila                                                                                             | 12:31 | +0:04 | Bronzová medaile                                                                                           | Simona Aebersoldová                                                                                        | 12:40 | +0:23 |
| 4. | Martin Regborn                                                                                              | 12:32 | +0:05 | 4. | Natalija Gemperleová                                                                                       | 12:45 | +0:28 |
| 4. | Ralph Street                                                                                                | 12:32 | +0:05 | 5. | Aleksandra Hornik                                                                                          | 12:49 | +0:31 |
| 6. | Jonatan Gustafsson                                                                                          | 12:42 | +0:16 | 6. | Lina Strand                                                                                                | 13:02 | +0:44 |
| Oficiální výsledky                                                                                          | | | | | | | |

## Závod sprintových štafet

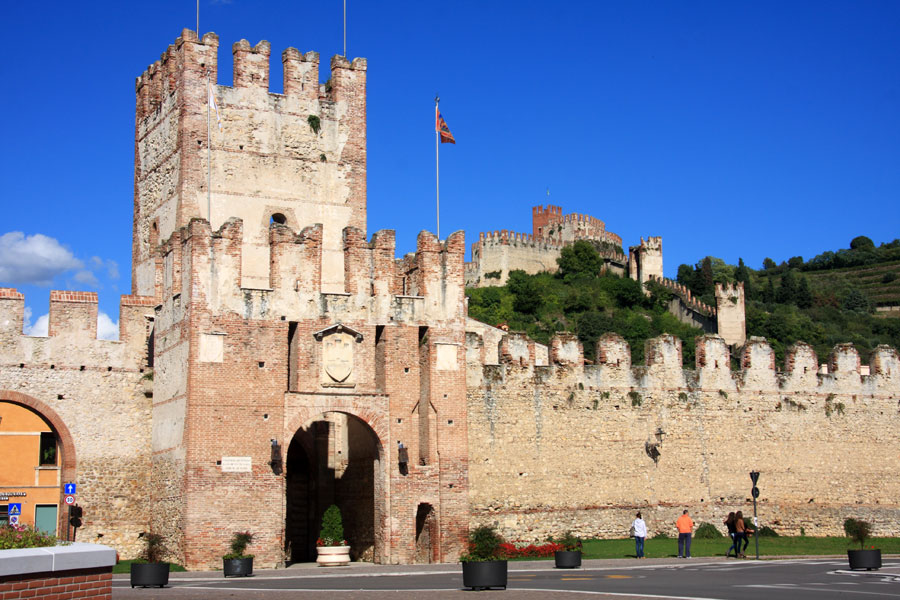
Středověký hrad Scaligerů v Soave.

Sprintová štafeta se konala 6. října 2023 v historickém městečku Soave, které je známé svými středověkými hradbami a malebnými vinicemi. Tento závod byl součástí třetího kola Světového poháru 2023 a nabídl napínavý souboj mezi nejlepšími týmy Evropy. Formát štafety zahrnoval čtyři úseky v pořadí žena-muž-muž-žena, což kladlo důraz na týmovou spolupráci a strategii při rychlých změnách na trati. Vítězem závodu se stal tým Švédska ve složení Tove Alexanderssonová, Jonatan Gustafsson, Martin Regborn a Sara Hagström s celkovým časem 1:02:35. Švédský tým dominoval již od prvního úseku, kdy Alexandersson vytvořila náskok před ostatními týmy. Na druhém úseku Gustafsson udržel vedení, přestože švýcarský závodník Joey Hadorn snížil rozdíl na pouhých 5 sekund. Regborn na třetím úseku opět zvýšil náskok, což umožnilo Hagström bezpečně dokončit závod s náskokem více než 30 sekund. Druhé místo obsadil tým Švýcarska (1:03:11), který reprezentovali Simona Aebersoldová, Joey Hadorn, Matthias Kyburz a Elena Roos. Švýcarský tým bojoval o stříbro až do posledního úseku, kdy Roos předběhla finskou závodnici Venla Harju. Finský tým ve složení Inka Nurminen, Teemu Oksanen, Tuomas Heikkila a Venla Harju získal bronzovou medaili s časem 1:03:28. Závod nabídl nejen napínavé sportovní momenty, ale také krásné prostředí pod středověkým hradem Scaligerů, což přispělo k jedinečné atmosféře této disciplíny.
| - Traťové parametry: 3,7 km (ženy) a 4,1 km (muži) - Mapa: Soave, 1: 4 000, E = 2,5 m - 25 štafet, z toho 23 dokončilo | |         |        |
| Umístění | Jména                                                                                               | Čas     | Ztráta |
| Zlatá medaile | Švédsko – (Tove Alexanderssonová, Jonatan Gustafsson, Martin Regborn, Sara Hagstrom)                | 1:02:35 |        |
| Stříbrná medaile | Švýcarsko – (Simona Aebersoldová, Joey Hadorn, Matthias Kyburz, Elena Roos)                         | 1:03:11 | +0:36  |
| Bronzová medaile | Finsko – (Inka Nurminen, Teemu Oksanen, Tuomas Heikkila, Venla Harju)                               | 1:03:28 | +0:53  |
| 4. | Norsko – (Marie Olaussen, Eirik Langedal Breivik, Kasper Harlem Fosser, Victoria Haestad Bjornstad) | 1:03:37 | +1:02  |
| 5. | Francie – (Isia Basset, Adrien Delenne, Loic Capbern, Cecile Calandry)                              | 1:04:49 | +2:14  |
| 6. | Velká Británie – (Charlotte Ward, Nathan Lawson, Ralph Street, Megan Carter Davies)                 | 1:05:09 | +2:34  |
| Oficiální výsledky | |         |        |

## Knock-out sprint
Knock-out sprint, poslední disciplína Mistrovství Evropy v orientačním běhu 2023, se konal 8. října ve městě Vicenza. Tento závod byl rozdělen na kvalifikaci, čtvrtfinále, semifinále a finále, přičemž každý závodník musel postupně překonat své soupeře v přímých soubojích. Tratě byly krátké, dynamické a technicky náročné, s délkou finálové trati 1,9 km. Závodníci se museli vypořádat s různorodým městským prostředím zahrnujícím úzké uličky, otevřené parky a dlážděné náměstí. V mužské kategorii zvítězil Matthias Kyburz ze Švýcarska s časem 5:51.2. Druhé místo obsadil Jonatan Gustafsson ze Švédska (+0:01.8), zatímco třetí skončil jeho krajan Emil Svensk (+0:02.0). Závod byl velmi těsný, rozdíly mezi nejlepšími byly minimální. V ženské kategorii triumfovala Tove Alexanderssonová ze Švédska s časem 6:38.7. Druhé místo obsadila Švýcarka Elena Roos (+0:03.5) a třetí skončila její krajanka Natalija Gemperleová (+0:08.0). Alexanderssonová potvrdila svou dominanci v této disciplíně díky precizní navigaci a rychlému běhu. Knock-out sprint ve Vicenze byl nejen fyzicky náročný, ale také divácky atraktivní díky napínavým soubojům až do posledních okamžiků. Tato disciplína uzavřela Mistrovství Evropy v orientačním běhu 2023 a zároveň třetí kolo Světového poháru 2023.
| Zkrácené výsledky                                                | Zkrácené výsledky                                                | Zkrácené výsledky                                                | Zkrácené výsledky                                                | Zkrácené výsledky                                                  | Zkrácené výsledky                                                  | Zkrácené výsledky                                                  | Zkrácené výsledky                                                  |
| Muži                                                             | Muži                                                             | Muži                                                             | Muži                                                             | Ženy                                                               | Ženy                                                               | Ženy                                                               | Ženy                                                               |
| ---------------------------------------------------------------- | ---------------------------------------------------------------- | ---------------------------------------------------------------- | ---------------------------------------------------------------- | ------------------------------------------------------------------ | ------------------------------------------------------------------ | ------------------------------------------------------------------ | ------------------------------------------------------------------ |
| - Traťové parametry: Men Final – 1 920 m, 6 starting competitors | - Traťové parametry: Men Final – 1 920 m, 6 starting competitors | - Traťové parametry: Men Final – 1 920 m, 6 starting competitors | - Traťové parametry: Men Final – 1 920 m, 6 starting competitors | - Traťové parametry: Women Final – 1 920 m, 6 starting competitors | - Traťové parametry: Women Final – 1 920 m, 6 starting competitors | - Traťové parametry: Women Final – 1 920 m, 6 starting competitors | - Traťové parametry: Women Final – 1 920 m, 6 starting competitors |
| Umístění                                                         | Jméno                                                            | Čas                                                              | Ztráta                                                           | Umístění                                                           | Jméno                                                              | Čas                                                                | Ztráta                                                             |
| Zlatá medaile                                                    | Matthias Kyburz                                                  | 5.51,2                                                           |                                                                  | Zlatá medaile                                                      | Tove Alexanderssonová                                              | 6.38,7                                                             |                                                                    |
| Stříbrná medaile                                                 | Jonatan Gustafsson                                               | 5.53,1                                                           | +0.01,8                                                          | Stříbrná medaile                                                   | Elena Roos                                                         | 6.42,3                                                             | +0.03,5                                                            |
| Bronzová medaile                                                 | Emil Svensk                                                      | 5.53,2                                                           | +0.02,0                                                          | Bronzová medaile                                                   | Natalija Gemperleová                                               | 6.46,8                                                             | +0.08,0                                                            |
| 4.                                                               | Ralph Street                                                     | 5.53,5                                                           | +0.02,3                                                          | 4.                                                                 | Hanna Lundberg                                                     | 6.50,9                                                             | +0.12,2                                                            |
| 5.                                                               | Riccardo Rancan                                                  | 6.01,0                                                           | +0.09,8                                                          | 5.                                                                 | Sara Hagström                                                      | 6.57,4                                                             | +0.18,7                                                            |
| 6.                                                               | Isac von Krusenstierna                                           | 6.11,9                                                           | +0.20,7                                                          | 6.                                                                 | Victoria Hæstad Bjørnstad                                          | 7.05,8                                                             | +0.27,1                                                            |
| Oficiální ýsledky: Ženy \|Muži                                   |                                                                  |                                                                  |                                                                  |                                                                    |                                                                    |                                                                    |                                                                    |

## Medailové pořadí podle zemí
Pořadí zúčastněných zemí podle získaných medailí v jednotlivých závodech mistrovství (tzv. olympijského hodnocení).
| Medailové pořadí podle zemí | Medailové pořadí podle zemí | Medailové pořadí podle zemí | Medailové pořadí podle zemí | Medailové pořadí podle zemí | Medailové pořadí podle zemí |
| Pořadí                      | Stát                        | Zlatá medaile               | Stříbrná medaile            | Bronzová medaile            | Celkem                      |
| --------------------------- | --------------------------- | --------------------------- | --------------------------- | --------------------------- | --------------------------- |
| 1.                          | Švédsko                     | 3                           | 1                           | 2                           | 6                           |
| 2.                          | Švýcarsko                   | 2                           | 2                           | 1                           | 5                           |
| 3.                          | Norsko                      | 0                           | 1                           | 1                           | 2                           |
| 4.                          | Finsko                      | 0                           | 0                           | 2                           | 2                           |